# ГЕС Ерісте
ГЕС Ерісте (ісп. Eriste) — гідроелектростанція на північному сході Іспанії. Знаходячись перед ГЕС Сєсуе, становить верхній ступінь каскаду на річці Есера (ліва притока Сінки, яка через Сегре та Ебро відноситься до басейну Балеарського моря), що дренує південний схил Піренеїв.
У процесі спорудження станції Есера перекрили арково-гравітаційною греблею висотою 73 метри та довжиною 195 метрів, спорудження якої потребувало 115 тис. м3 матеріалу. Вона утримує водосховище із об'ємом 3,15 млн м3, від якого бере початок дериваційний тунель довжиною 7,5 км та діаметром 3,4 метра. На своєму шляху він отримує додатковий ресурс із правих приток Есера — Естос та Ерісте (та її притоки Ароїо-де-ла-Валь). На першій споруджено гравітаційну греблю висотою 32 метри та довжиною 40 метрів, яка потребувала 8,5 тис. м3 матеріалу. Вона забезпечує подачу води у основний дериваційний тунель, траса якого проходить поруч. Тоді як для транспортування ресурсу із сточища Ерісте прокладений окремий тунель-відгалуження.
На завершальному етапі перед машинним залом починається напірний водогін довжиною 0,8 км та діаметром 2,5 метра. Він подає воду до двох турбін типу Френсіс загальною потужністю 87,6 МВт, які при напорі у 283 метри забезпечують виробництво 150 млн кВт-год електроенергії на рік.
Відпрацьована вода відводиться у Ерісте всього за кілька десятків метрів від її впадіння у Есера, та майже одразу потрапляє у створене на останній водосховище Лінсолес, що живить наступну ГЕС Сєсуе.
Управління станцією здійснюється дистанційно із диспетчерського центру у Саррігурен.
Можливо відзначити, що станцію звела компанія Energías e Industrias Aragonesas (EIASA), яка потребувала великих обсягів електроенергії для свого заводу хімії електролізу в Сабіньяніго. Втім, вже в 1992-му EIASA була вимушена продати свій електроенергетичний підрозділ.